# Collines de Preseli
Les collines de Preseli ou monts de Preseli (Preseli Mountains ou Preseli Hills en anglais, Mynydd Preseli ou Y Preselau en gallois) sont une chaîne de collines situées dans le nord du Pembrokeshire, au pays de Galles. Elles sont comprises en grande partie dans le parc national côtier du Pembrokeshire.

## Toponymie
Le nom Preseli, attesté en langue anglaise en 1868 sous l'orthographe Precelly, provient du gallois. Son étymologie est inconnue, mais elle pourrait être liée au substantif prys désignant une forêt.

## Géographie
Le plus haut sommet des collines, Foel Cwmcerwyn (en), s'élève à 536 m d'altitude. C'est aussi le point culminant du Pembrokeshire.
Les collines comprennent également la colline fortifiée de Foel Drygarn et le site mégalithique de Waun Mawn.

## Histoire
Les « pierres bleues » en dolérite qui forment le cercle intérieur de Stonehenge ont été extraites des collines de Preseli vers 2300 avant J.-C.
Les collines donnent leur nom au district de Preseli, subdivision du Pembrokeshire créée en 1974, rebaptisée « Preseli Pembrokeshire » en 1987 et abolie en 1996. Le nom de l'école secondaire de Crymych, Ysgol Bro Preseli (en), fait aussi référence aux collines.